# نيكوبول (أوكرانيا)
نيكوبول (بالأوكرانية: Нікополь)‏ هي مدينة ذات أهمية إقليمية في أوكرانيا تقع في دنيبروبتروفسك أوبلاست، وهي عاصمة Nikopol Raion ‏، بلغ عدد سكانها 112,102 نسمة وذلك حسب إحصائيات سنة 2018، تبلغ مساحتها 50 كيلومتر مربع.

## مدن توأم
المدن التوأم:
- شياتورا.